# Major League Baseball 2K5
Major League Baseball 2K5 ou MLB 2K5 est un jeu vidéo de baseball sous licence MLB publié par 2K Sports. MLB 2K5 est disponible sur PlayStation 2 et Xbox.

## Accueil
- IGN : 8,5/10[1]